# Diadegma rufatum
Diadegma rufatum är en stekelart som först beskrevs av Bridgman 1884.  Diadegma rufatum ingår i släktet Diadegma och familjen brokparasitsteklar. Arten är reproducerande i Sverige. Inga underarter finns listade i Catalogue of Life.